# Župnija Nova Oselica
Župnija Nova Oselica je rimskokatoliška teritorialna župnija Dekanije Škofja Loka Nadškofije Ljubljana.
V župniji Nova Oselica so postavljene Farne spominske plošče, na katerih so imena vaščanov iz okoliških vasi (Hotavlje, Javorjev Dol, Koprivnik, Laniše, Podjelovo Brdo, Sovodenj), ki so padli na protikomunistični strani v letih 1942-1945. Skupno je na ploščah 11 imen.